# Žižkovská radnice
Žižkovská radnice je neorenesanční budova stojící adrese Praha-Žižkov, Havlíčkovo náměstí č. 9.

## Historie
Neorenesanční radnice byla postavena v letech 1889–1890 podle návrhu architekta Jana Šimáčka. Žižkovský městský úřad se do nové budovy přestěhoval ve dnech 3. a 4. září 1890. Slavnost uzavření základního kamene se konala v předvečer otevření Jubilejní výstavy v roce 1891, 14. května 1891. V září téhož roku navštívil žižkovskou radnici císař František Josef I.
Nová budova brzy přestala stačit potřebám radnice, a proto byl zakoupen sousední dům v Lipanské ulici. Dům byl zbořen a bylo přistaveno nové křídlo. V současné době má v budově sídlo Úřad městské části Praha 3.

## Popis

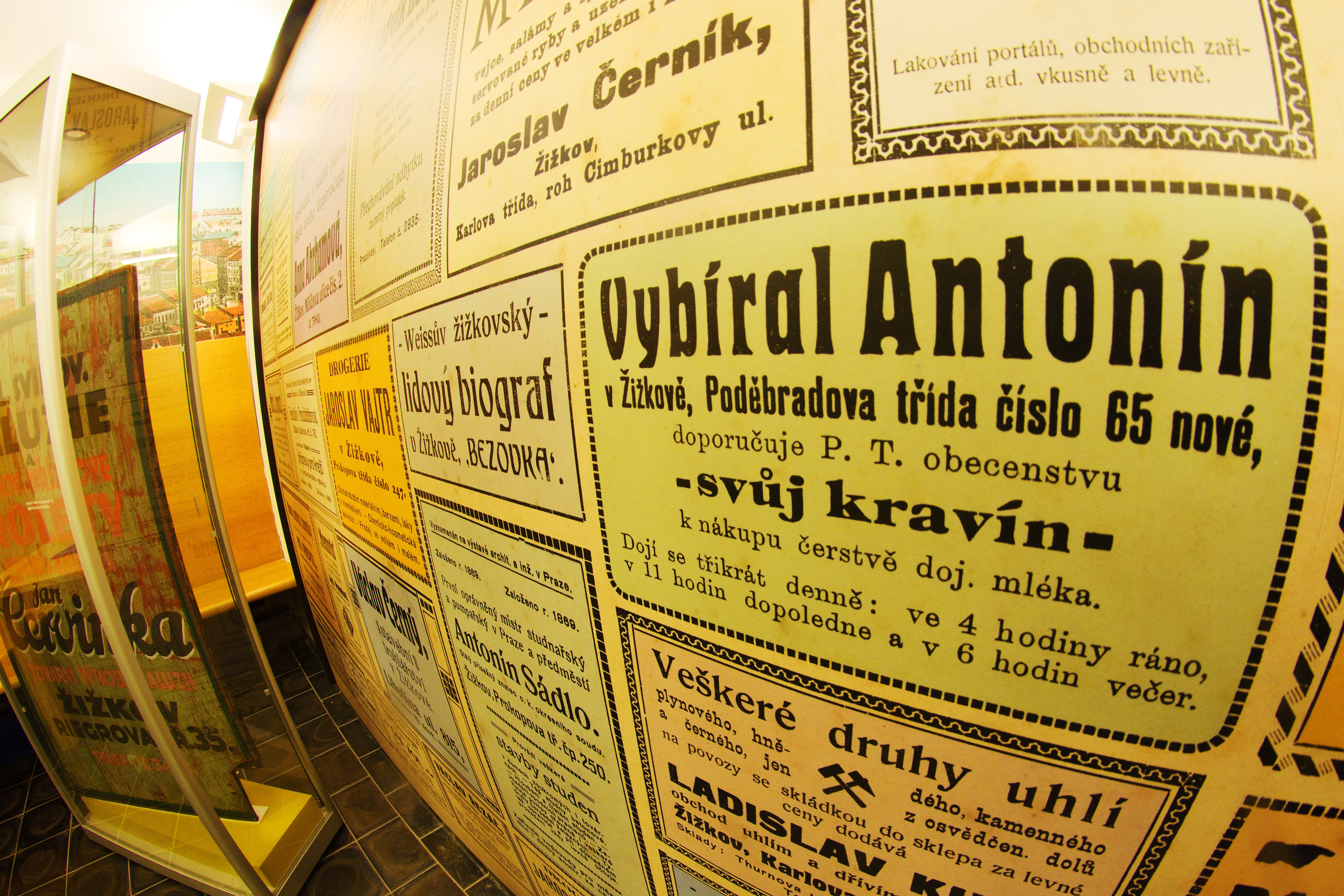
Výstavní prostory v podzemí žižkovské radnice - Praha 3

Budova je dvoukřídlá třípodlažní stavba s půdorysem ve tvaru písmene „L“. Dům se skládá ze dvou křídel a vstupní válcové tříosé části. Nad vstupem ve výši prvního patra je ochoz s balustrádou a nad druhým patrem je kopule. Ve štítech kopule jsou rozmístěny tři kruhové hodinové ciferníky. Kopule je zakončena šestibokou lucernou. V lucerně jsou dva automatické zvony. V křídle do náměstí ve druhém patře vystupují tři balkony. Budova má členěné štukové omítky a bohatý dekor. Ve druhém patře je bývalá zasedací místnost, dnes obřadní síň, kde měl také svatbu prezident Václav Havel. V podzemní části jsou od roku 2003 pro veřejnost otevřeny výstavní prostory.
Žižkovská radnice byla dne 31. 12. 1976 zapsána v seznamu kulturních památek.

## Galerie

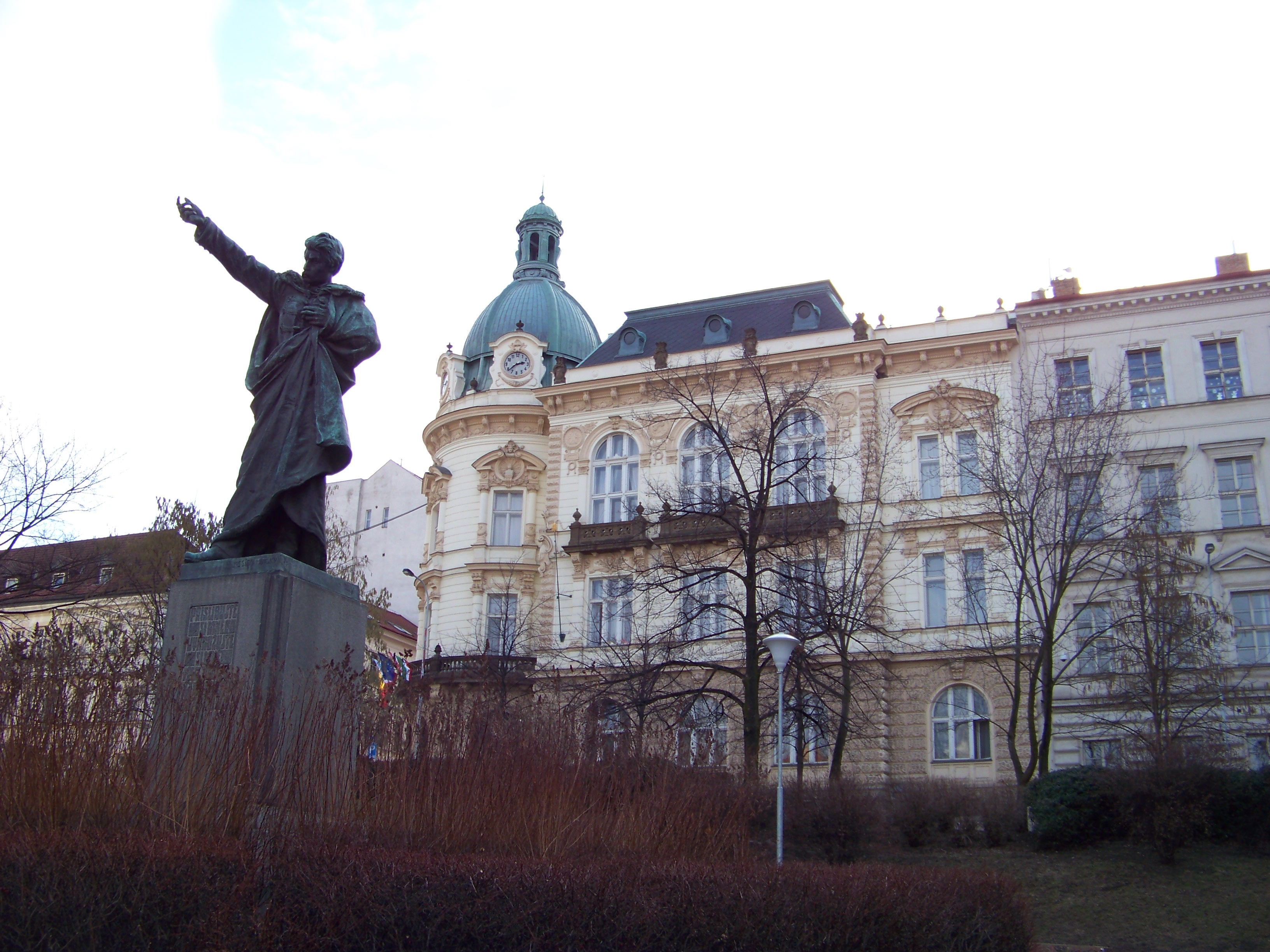
Žižkov, Havlíčkovo náměstí, socha a radnice (foto 2011)
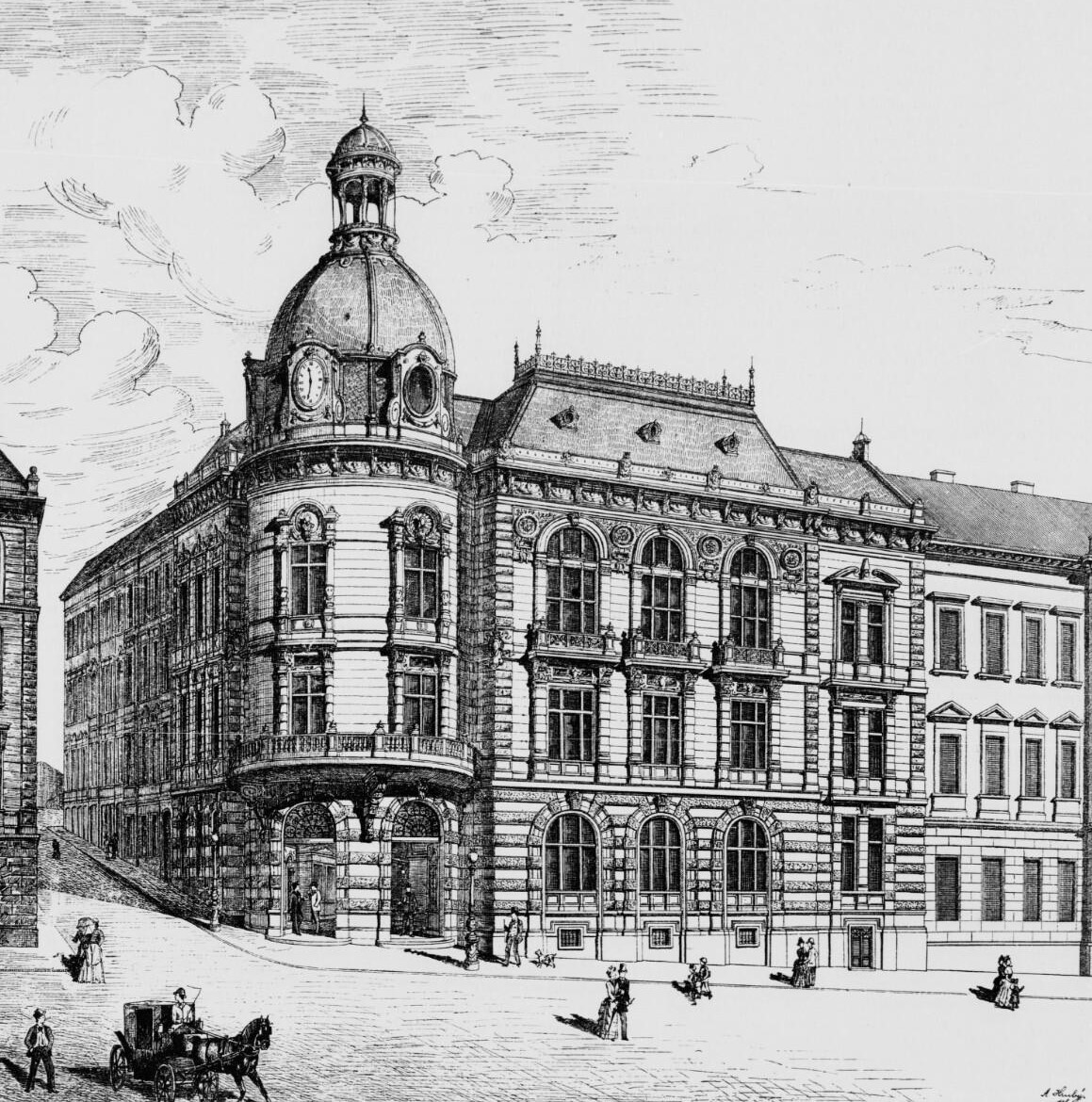
Žižkovská radnice, 1891
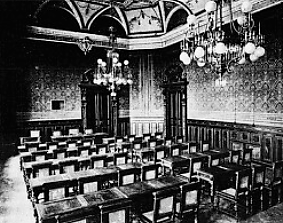
Žižkovská radnice, zasedací síň (foto 1891)